# Svartträda
Svartträda är en form av träda där fältet ifråga inte är bevuxet med gröda. Den tillämpades regelmässigt fram till dess att kemiska bekämpningsmedel fanns att tillgå. Under senare år har den inte varit tillåten på grund av problem med näringsläckage. Idag är den åter tillåten, enligt regelverket för gårdsstöd men betraktas som en sista utväg för att få bukt med ogräs (främst tistel och kvickrot) och används framför allt inom ekologiskt jordbruk. Vid bekämpningen utnyttjar man att (o)gräs är svagast precis när det har börjat gro. Det går till så att marken harvas och får sedan ligga tills ogräset har grott en aning, varefter det harvas igen. Detta upprepas under hela växtperioden. Om man använder svartträda ska den läggas in som en punktinsats och inte som en återkommande del av växtföljden.